# Freedom of Choice
Freedom of Choice es el tercer álbum del grupo de música new wave Devo, lanzado en 1980. En él se puede apreciar una cierta influencia en el uso de sintetizadores, aun cuando las guitarras siguen jugando un rol fundamental.
El álbum fue producido por Robert Margouleff, famoso por sus trabajos con sintetizadores en Tonto's Expanding Head Band y con Stevie Wonder.
En los rankings de la revista Billboard, Freedom of Choice alcanzó el puesto número 22 en la lista de álbumes pop. Éste contiene la canción más conocida del grupo, Whip It, el cual llegó al puesto 8 y al 14 en las listas de singles de "Club Play" y de música pop, respectivamente, ambas listas también de Billboard.
El grupo luego realizaría otra versión de "Girl U Want" que aparece en la banda sonora de Tank Girl.

## Versiones
Varias canciones de Freedom of Choice han sido versionadas por otros músicos, especialmente "Girl U Want", la cual fue grabada por Superchunk, Soundgarden, Robert Palmer y Chancho en Piedra
La canción que le da el título al álbum ha sido versionada por 16 Volt, The Aquabats, A Perfect Circle, Lagwagon, Snapcase, Psychotica, Big Drill Car, y Fu Manchú. Collide y Face to Face han realizado otras versiones de "Whip It", la cual también ha sido interpretada en conciertos por varios músicos; "Gates of Steel" fue versionada por Skankin' Pickle, Supernova, Snapcase, Yo La Tengo, Groovie Ghoulies, y Junkyard Dogs.
"Turn Around", el lado B de "Whip It", fue versionada por Nirvana. Face to Face también realiza una versión.

## Canciones
1. "Girl U Want" (Casale/Mothersbaugh) - 2:55
2. "It's Not Right" (Mothersbaugh) - 2:20
3. "Whip It" (Casale/Mothersbaugh) - 2:37
4. "Snowball" (Casale/Mothersbaugh) - 2:28
5. "Ton o' Luv" (Casale) - 2:29
6. "Freedom of Choice" (Casale/Mothersbaugh) - 3:28
7. "Gates of Steel" (Casale/Mothersbaugh/Schmidt/Smith) - 3:26
8. "Cold War" (Casale/Mothersbaugh) - 2:30
9. "Don't You Know" (Mothersbaugh) - 2:14
10. "That's Pep" (Mothersbaugh) - 2:17
11. "Mr. B's Ballroom" (Mothersbaugh) - 2:45
12. "Planet Earth" (Casale) - 2:45

(La lista de canciones es de la versión en CD. Este álbum fue lanzado originalmente en LP y casete)
- La reedición en CD realizada en 1993 en el Reino Unido unió este álbum con Oh, No! It's Devo y agregó dos bonus tracks: el lado B de "Whip It" titulado "Turn Around" y el lado B de "Peek-A-Boo!", titulado "Peek-A-Boo! (Dance Velocity)".

## Equipo
- Devo - Producción
- Mark Mothersbaugh - Guitarra, teclados, voces
- Ken Perry - Masterización
- Gerald V. Casale - Guitarra, teclados, voces
- Bob Casale - Teclados, voces
- Robert Margouleff - Productor, Ingeniero
- Bob Mothersbaugh - Guitarra, voces
- Alan Myers - Batería
- Howard Siegel - Ingeniero
- Karat Faye - Ingeniero asistente
- Artrouble - Diseño de cubierta